# 베르사유시립미술학교
베르사유시립미술학교(Ecoles des Beaux-Arts de Versailles)는 베르사유시에 있는 프랑스의 4년제 시립 대학이다. 1795년 설립되어 같은 해 개교한 유서깊은 학교이다. 본교는 본래 베르사유궁 바로 맞은 편에 베르사유건축대와 함께 위치 해 있었으나 20세기에 들어 건축이 예술의 한 분야로 인정 받으면서 건축대와 분교하였다. 현재는 베르사유 쌍시몽 11번가 일원을 캠퍼스로 두고 있으며 본교, 갤러리, 멀티미디어실 등의 여러 건물로 나뉘어 있다.

## 갤러리

### 백야축제
<La Nuit Blanche> 라는 백야축제를 매년 1회 베르사유시와 연계하여 개최한다. 캠퍼스 일대를 화려한 조명으로 밝히고 전시 및 각종 행사를 진행한다.